# Distretto di Shiki
Il distretto di Shiki (磯城郡, Shiki-gun?) è uno dei distretti della prefettura di Nara, in Giappone.
Attualmente fanno parte del distretto i comuni di Kawanishi, Miyake e Tawaramoto.
| Controllo di autorità | VIAF (EN) 258436587 · NDL (EN, JA) 00389223 |